# Cryptanthus diamantinensis
Espèce
Cryptanthus diamantinensis est une espèce de plantes de la famille des Bromeliaceae, endémique du Brésil et décrite en 1999 par le botaniste brésilien Elton Leme.

## Distribution
L'espèce est endémique du parc national de la Chapada Diamantina dans l'État de Bahia au sud-est du Brésil.

## Description
Selon la classification de Raunkier, l'espèce est chamaephyte ou hémicryptophyte.